# Brigitte Macron
Pour les articles homonymes, voir Macron et Trogneux.
Brigitte Macron, née Brigitte Trogneux le 13 avril 1953 à Amiens, est depuis le 20 octobre 2007 l’épouse d'Emmanuel Macron, président de la République française depuis le 14 mai 2017. Professeure de lettres jusqu'en 2015, elle est présidente de la Fondation des Hôpitaux depuis 2019.

## Biographie

### Famille

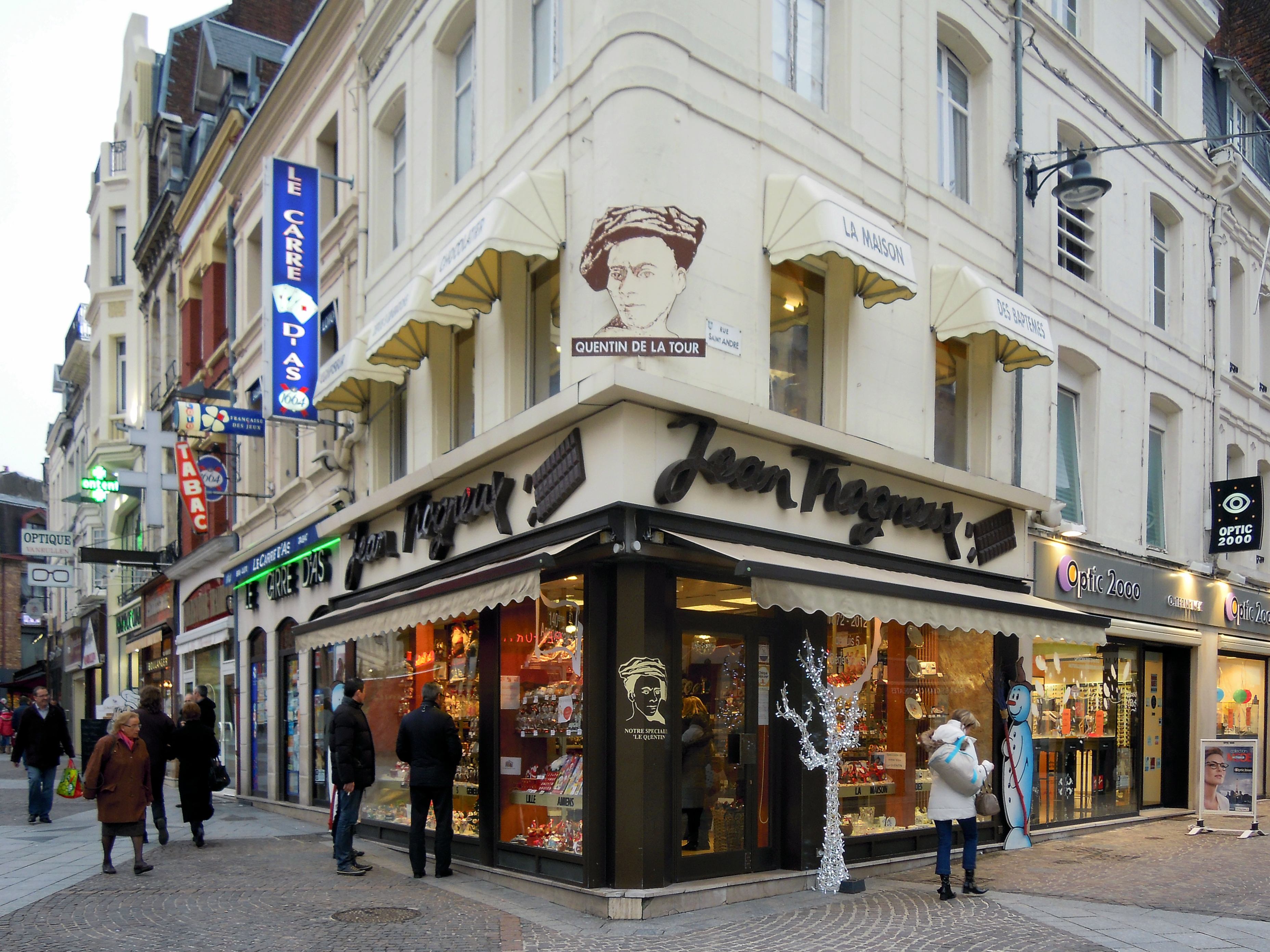
La boutique de chocolats Jean Trogneux à Saint-Quentin (Aisne).

Brigitte Marie-Claude Trogneux est issue d'une famille de chocolatiers amiénois réputés pour leurs macarons,, depuis la création de l'entreprise Trogneux en 1872.
Elle est la fille de Jean Trogneux (1909-1994) et de son épouse Simone Pujol (1913-1998). Le couple a six enfants dont Brigitte Trogneux est la benjamine.
Élevée dans un milieu catholique, elle suit sa scolarité au lycée privé du Sacré-Cœur d'Amiens, dirigé par des religieuses,.
À l'âge adulte, elle se définit comme étant « catholique, croyante non pratiquante ».
Elle est âgée de 8 ans lorsque sa sœur aînée Maryvonne Trogneux meurt dans un accident de voiture avec son époux, en 1961.
Son frère aîné, Jean-Claude Trogneux, né en 1933, dirigeant de la chocolaterie Trogneux, meurt le 9 novembre 2018, à 85 ans,.
Sa sœur aînée Anne-Marie Trogneux, dite Anne ou Annie, née en 1932, et veuve de Gérard Boulogne (1929-2022), est décédée le 3 juillet 2025 à l’âge de 93 ans.
Une autre de ses sœurs, Monique Trogneux, née en 1941, est l'épouse de Jean-Claude Gueudet depuis 1963. Ce dernier, membre de la famille Gueudet, est un des plus importants concessionnaires automobiles du pays. Le magazine Challenges le classe dans le top 500 des plus grandes fortunes de France.
Elle a un autre frère, Jean-Michel Trogneux, né en 1945.

### Patrimoine
Brigitte Macron est propriétaire d'une maison au Touquet, estimée à 1,4 million d'euros.
Près de cette maison, Brigitte Macron possède des locaux commerciaux qu'elle loue à une agence immobilière et une boutique de prêt-à-porter. Elle a hérité ces biens de son père.

### Premier mariage
Le 22 juin 1974, Brigitte Trogneux épouse André-Louis Auzière (1951-2019,) au Touquet-Paris-Plage. Né à Éséka au Cameroun, André-Louis Auzière est banquier, fils de Louis Auzière, haut fonctionnaire au Cameroun français, et de Renée Costes. Le couple a trois enfants : Sébastien Auzière (1975), ingénieur statisticien, diplômé de l'École nationale de la statistique et de l'analyse de l'information, Laurence Auzière (1977), cardiologue, et Tiphaine Auzière (1984), avocate ; ils se séparent lorsque Brigitte Macron rencontre Emmanuel Macron.
Selon la biographie Il venait d’avoir dix-sept ans de la journaliste Sylvie Bommel, relatant le fait qu'André-Louis Auzière refuse d'assister à l'enterrement de sa mère pour éviter de voir son ancienne épouse, la séparation est conflictuelle. Le divorce est officiellement prononcé le 26 janvier 2006. La journaliste décrit également un homme particulièrement discret. Après la médiatisation du couple de Brigitte et Emmanuel Macron, André-Louis Auzière est sollicité mais refuse toute interview. Il meurt le 24 décembre 2019 à l'âge de 68 ans,.
Brigitte Macron est grand-mère de sept petits-enfants,.

### Carrière professionnelle

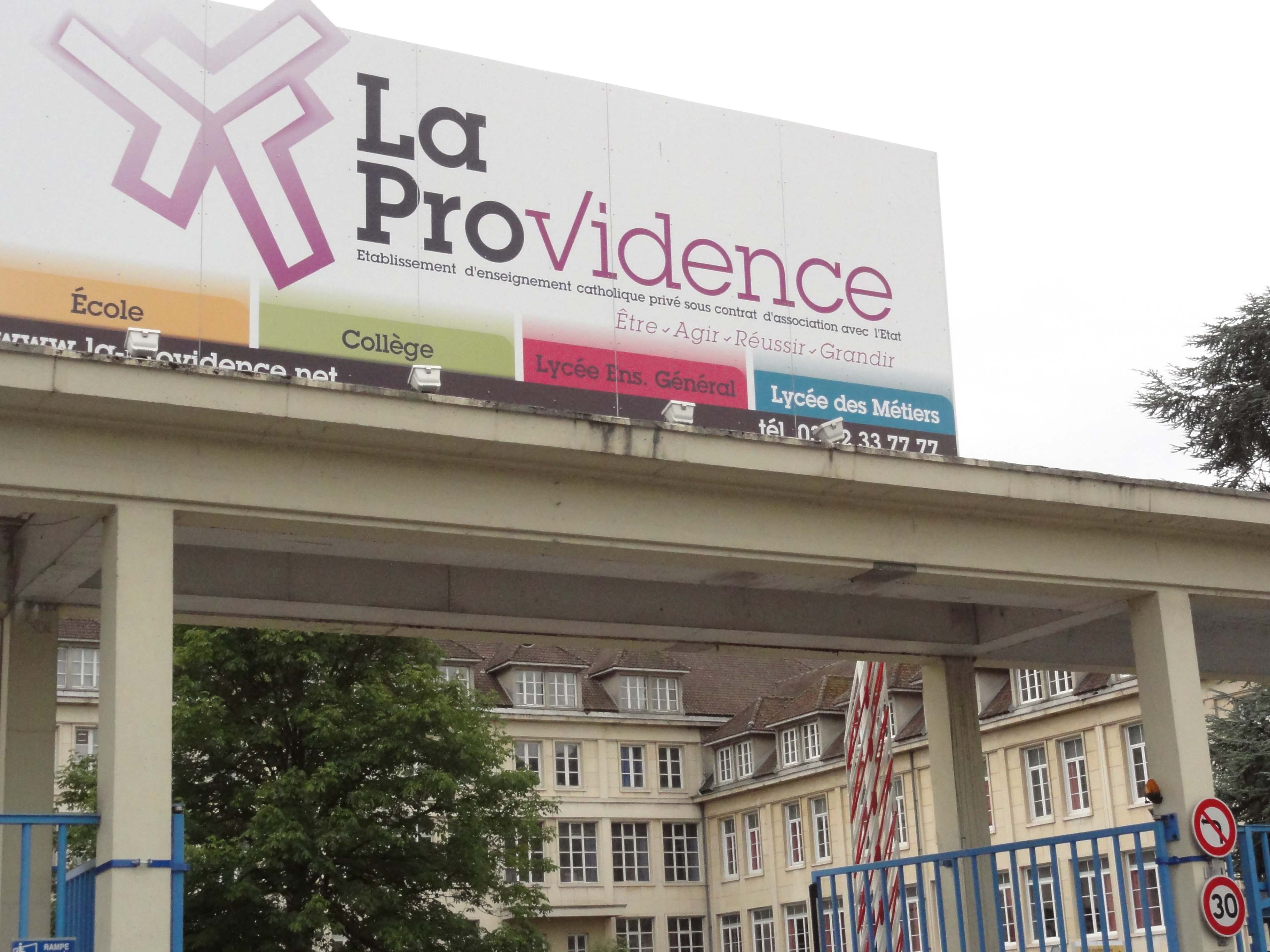
Le lycée La Providence d'Amiens.

Brigitte Trogneux obtient un baccalauréat avec la mention très bien en 1972, à l'âge de 19 ans, au lycée Sacré-Cœur d’Amiens. Elle obtient ensuite une maîtrise de lettres et consacre un mémoire de fin d'études à « l'amour courtois ».
Au début des années 1980, pendant deux ans, elle travaille comme attachée de presse à la chambre de commerce du Nord-Pas-de-Calais. En 1984, à la suite de la mutation d'André-Louis Auzière, la famille déménage à Truchtersheim (Bas-Rhin). Après la naissance de son troisième enfant, elle obtient en 1986 le CAPES de lettres classiques,,. De 1986 à 1991, elle enseigne le français et le latin au collège Lucie-Berger de Strasbourg, établissement privé protestant. En parallèle, elle s'engage dans la vie associative et politique,. Elle figure sur une liste sans étiquette, « Truchtersheim demain », aux élections municipales de 1989 à Truchtersheim, mais n'est pas élue,. La famille quitte ensuite la région pour s’installer à Amiens. Professeure certifiée depuis 1987 (après l'année de stage), elle enseigne le français et le latin au lycée privé jésuite La Providence,. À partir de 2007, elle enseigne à Paris au lycée privé jésuite Saint-Louis-de-Gonzague, couramment appelé Franklin.
Elle a été professeure de français des enfants de Bernard Arnault.
En septembre 2015, Brigitte Auzière-Macron cesse d'enseigner pour se consacrer à la carrière d’Emmanuel Macron, et se met en disponibilité de l'Éducation nationale.

### Rencontre avec Emmanuel Macron
Durant l'année scolaire 1992-1993, elle anime un atelier de théâtre au lycée de la Providence. Parmi ses élèves, elle remarque Emmanuel Macron, alors âgé de 15 ans et élève de seconde dans la même classe que sa fille Laurence Auzière,,,,. Une représentation théâtrale de fin d'année est organisée où Emmanuel Macron joue un épouvantail dans l'adaptation du recueil de pièces de théâtre La Comédie du langage, de Jean Tardieu. À propos de leur première rencontre, elle déclare avoir été « totalement subjuguée par l’intelligence de ce garçon ». L'année scolaire suivante, elle travaille à nouveau en commun avec Emmanuel Macron, scolarisé en classe de première pour réécrire la pièce L'Art de la comédie d'Eduardo De Filippo, où participe également sa fille aînée Laurence Auzière. À Paris Match, Brigitte Macron déclare a posteriori que « l'écriture nous réunissait chaque vendredi et a déclenché une incroyable proximité ». Dès lors, ils entament une relation amoureuse.
La différence d'âge (de plus de vingt-quatre ans) entre les deux amants provoque un scandale dans la famille Trogneux, d'autant que leur relation pouvait tomber sous le coup de l'article 227-27 du Code pénal, qui consacre le délit d'atteinte sexuelle sur mineur, mais qui surtout dispose depuis décembre 1980 qu'un enseignant qui a des relations sexuelles avec un élève mineur âgé de plus de quinze ans encourt jusqu'à trois ans de prison,,. Leur relation se poursuit discrètement à Paris, où Emmanuel Macron entre en classe de terminale, puis en classes préparatoires littéraires au lycée Henri-IV.
Le 20 octobre 2007, Brigitte (54 ans) épouse Emmanuel Macron (30 ans) au Touquet-Paris-Plage,, où elle possède une maison. Son nouveau mari, alors inspecteur des finances, quitte la fonction publique pour rejoindre la banque Rothschild.

### Vie publique du couple Macron

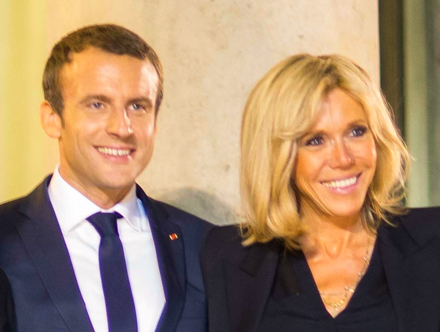
Emmanuel et Brigitte Macron en 2017.

En 2012, Emmanuel Macron se lance en politique. Le couple attire alors l'attention des médias, qui voient dans l'intérêt suscité par leur différence d'âge une preuve de l'évolution de l'opinion en la matière.
Le 2 juin 2015, à l’occasion de la visite du roi Felipe VI et de la reine Letizia d’Espagne, Brigitte Macron pose pour la première fois au côté de son époux sur le perron du palais de l'Élysée.
Avec sa fille cadette Tiphaine Auzière — suppléante de Thibault Guilluy, candidat de La République en marche dans la 4e circonscription du Pas-de-Calais aux élections législatives de 2017 — Brigitte Macron s'implique dans la campagne présidentielle de 2017 de son mari,. D'abord omniprésente, elle se place ensuite au second plan tout en continuant à jouer un rôle important auprès du candidat,,.

#### Mise en scène dansParis Match
Durant le printemps 2016, l'homme d'affaires Xavier Niel recommande Mimi Marchand, dirigeante de l’agence photo Bestimage travaillant en partenariat avec Paris Match, à Brigitte Macron ; elle deviendra par la suite une conseillère informelle du couple Macron,,.
En avril 2016, les époux Macron font la une de l'hebdomadaire, auquel ils ont accordé photos privées et entretien exclusif. Ils considèrent après coup cette surexposition comme une maladresse et démentent qu'il y ait eu de leur part une stratégie délibérée de médiatisation,. En comparaison avec d'autres candidats, les photos du couple font régulièrement la couverture de Paris Match pendant la campagne électorale de 2017, soit six couvertures en un an, permettant de plébisciter des valeurs conjugales et familiales consensuelles. De même, selon la journaliste Nathalie Funès, cette stratégie de communication est destinée à ancrer le candidat dans une normalité conjugale dans l’esprit du grand public, alors que des rumeurs sur la prétendue homosexualité d'Emmanuel Macron auraient pu constituer un frein à son élection,.
Après la victoire d’Emmanuel Macron en mai 2017, Mimi Marchand continue de conseiller Brigitte Macron à l’Élysée et seuls les photographes de Best Image sont autorisés de prendre des photographies du couple. Selon Le Figaro, les contours de l’action de Michèle Marchand autour du couple présidentiel restent flous, entre communication et photojournalisme.
Selon Mediapart, des écoutes téléphoniques révèlent une discussion entre les deux femmes où Brigitte Macron critique la justice concernant les affaires judiciaires visant Nicolas Sarkozy et lui propose les services d'un garde de corps. À la suite de cette révélation, l’entourage de Brigitte Macron évoque une « surinterprétation politique » d'une « conversation banale ». À l'issue du premier mandat présidentiel d'Emmanuel Macron, Michèle Marchand perd l'exclusivité sur les reportages du couple au profit de l'agence Abaca Press.

#### Campagnes électorales
Lors de la campagne présidentielle de 2017, Brigitte Macron joue un rôle particulièrement actif et polyvalent au sein du mouvement En Marche !, sans fonction attitrée au sein de l’organigramme du parti politique. Selon le livre Emmanuel Macron, en marche vers l'Élysée, publié en 2016 par le journaliste Nicolas Prissette, elle aurait encouragé Emmanuel Macron à se lancer dans cette élection présidentielle en déclarant : « Il faut qu'il y aille en 2017. Parce qu'en 2022, son problème, ce sera ma gueule ». Pour Le Vif/L'Express, Brigitte Macron nie avoir prononcé ces propos. À la veille des élections présidentielles en mai 2017, le site d’information parodique SecretNews relaye que Brigitte Macron mentirait sur son âge et qu'elle serait née le 13 avril 1943 et non le 13 avril 1953, en se basant sur un document supposément révélé par WikiLeaks,. En octobre 2018, le site de « divertissement » Ici L’Info relaye cette parodie en toute connaissance de cause en la présentant comme une information. Jugeant cette information absurde, Brigitte Macron ne porte pas plainte.[pertinence contestée]
Lors de la campagne présidentielle de 2022, Brigitte Macron est moins omniprésente mais bénéficie d’une popularité croissante si l'on en juge par l'augmentation régulière des courriers qui lui sont adressés.

### Épouse du président de la République
Le 7 mai 2017, Emmanuel Macron est élu président de la République. Brigitte Macron devient alors la « Première dame de France » le jour de l'investiture de son mari, le 14 mai 2017 et installe son bureau dans le salon des Fougères, situé au sein de l'aile Madame, au rez-de-chaussée du palais de l'Élysée, salon ayant déjà servi de lieu de travail à Cécilia Sarkozy, Carla Bruni-Sarkozy et Valérie Trierweiler.

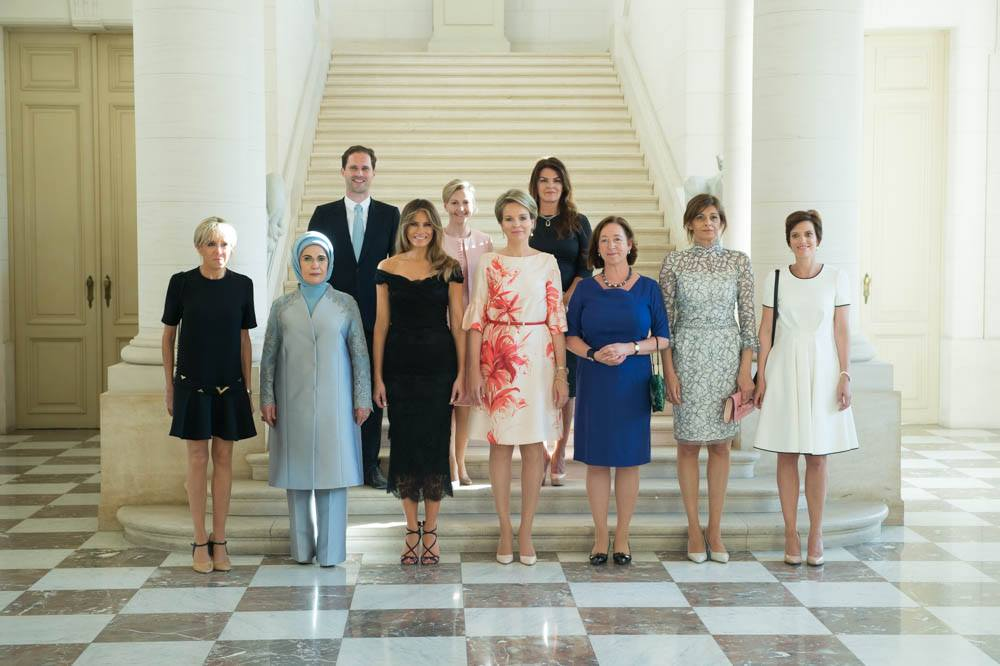
Brigitte Macron avec les conjoints des chefs des autres États membres de l'OTAN, en mai 2017.

Brigitte Macron affirme vouloir être « une et indivisible » aux côtés du président de la République, lequel souhaite initialement qu'un cadre officiel soit défini pour la fonction de « Première dame », qualifiant d’« hypocrisie » la situation actuelle. Durant l'été 2017, une pétition contre la création de ce statut, lancée par le futur Gilet jaune Thierry-Paul Valette, rassemble 300 000 signatures.

#### Statut de Première dame
Finalement, une « charte de transparence » est présentée. Celle-ci reconnaît à Brigitte Macron un « rôle de représentation » de la France aux côtés du président, notamment lors des réunions internationales. Elle pourra « prendre part à des actions nationales et internationales, mises en place avec d'autres conjoints de chefs d’État, notamment pour lutter contre le changement climatique ou encore les violences faites aux femmes et aux enfants ». Elle devra également répondre aux « sollicitations » des personnes souhaitant la rencontrer. Par son parrainage ou sa présence, elle apportera son soutien à « des manifestations à caractère caritatif, culturel ou social ou qui participent au rayonnement international de la France ». Elle sera également chargée de « maintenir un lien continu d'écoute et de relations avec les acteurs de la société civile dans les domaines du handicap, de l'éducation, de la santé, de la culture, de la protection de l'enfance ou encore de l'égalité homme-femme ». Le président de la République pourra en outre la charger de « missions de réflexion et de propositions » qui seront rendues publiques à chaque fin du mois, tout comme son agenda. La charte indique que les moyens pour sa fonction seront pris sur le budget de la présidence et qu'elle pourra compter sur deux conseillers présidentiels mis à sa disposition et sur un secrétariat. Un budget annuel de 440 000 euros est mis à sa disposition.
Dans son ouvrage Emmanuel Macron, vérités et légendes sorti en mai 2021, le journaliste du Figaro Arthur Berdah relate le « rapport de confiance » qu’Emmanuel Macron entretient avec son épouse Brigitte Macron. Malgré son absence de statut juridique, elle intervient dans le cadre de son travail, notamment sur les discours et les allocutions télévisuelles. Selon le journaliste, « il avoue qu'elle a un rôle et une influence sur lui. Ce qui était une légende qui se raconte beaucoup et qui en fait s'avère être une vérité, c'est que Brigitte Macron a bel et bien un rôle et une influence sur lui »,.
Durant le second mandat d'Emmanuel Macron, son influence politique est également soulignée par Le Monde,. En 2025, lors de la campagne de lancement de l'opération Pièces jaunes, elle affirme de ne pas être intervenue dans la prise de décision de dissolution de l'Assemblée nationale le 9 juin 2024, en déclarant : « Il a consulté, ça je peux vous le promettre. C'était une décision qu’il a mûrie et au bout d’un moment, il faut prendre la décision, donc il l'a prise. Et là, je n'interviens jamais. Je ne peux pas me permettre ça », tout en jugeant que « donner la parole aux Français, c'est toujours bien ».

#### Budget de fonctionnement
Le cabinet de Brigitte Macron emploie deux collaborateurs et deux postes d'assistanat à temps plein et temps partiel. Selon la Cour des comptes, le volume croissant de courriers adressés implique sept emplois à temps complet pour la gestion de la correspondance, tandis que les frais de sécurité et de représentation (coiffure, maquillage hors vêtements) sont partagés avec le budget des frais de la Présidence,. En comparaison avec ses prédécesseures, l’AFP souligne qu’elle dispose de moyens financiers moins importants, soit 440 000 € annuels en 2018,,.

#### Fondation des Hôpitaux

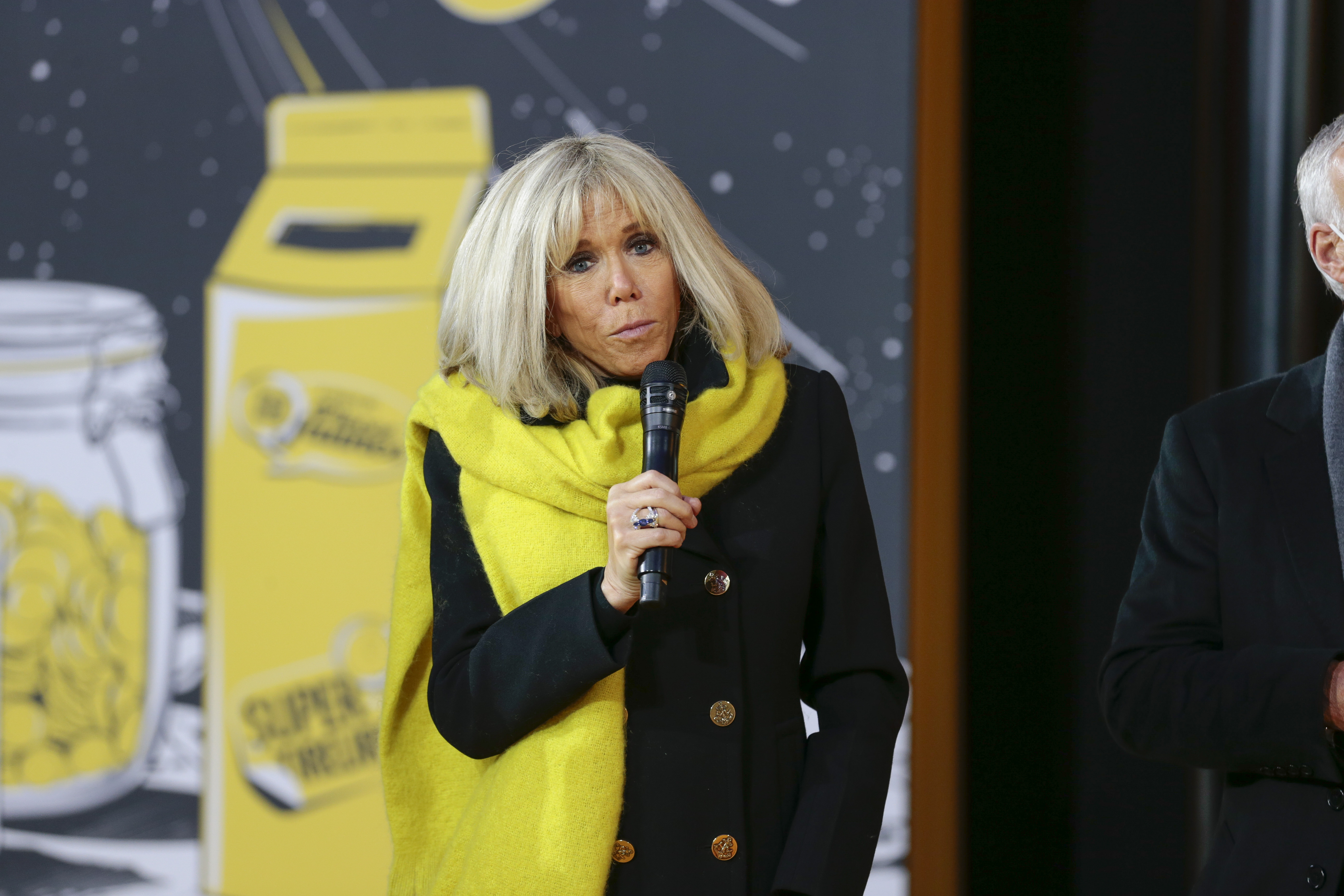
Brigitte Macron en 2022 lors du lancement de l'opération Pièces jaunes.

Le 12 juin 2019, Brigitte Macron est élue présidente de la Fondation des Hôpitaux. En janvier 2020, elle rend hommage à Bernadette Chirac, qui s’est occupée de l’opération Pièces jaunes durant 25 ans,. Durant la pandémie de Covid-19 en France, elle lance un appel aux dons auprès de 350 personnalités ; elle affirme avoir ainsi récolté 30 millions d’euros.

#### Politique étrangère
Fin août 2019, le président brésilien Jair Bolsonaro publie sur Facebook un commentaire offensant envers le physique de Brigitte Macron. Par la suite, le ministre brésilien de l'Économie Paulo Guedes réitère des propos insultants à son encontre en déclarant qu’elle est « vraiment moche »,. Ces attaques inédites marquent une tension diplomatique supplémentaire entre Brasilia et Paris à la suite des précédentes prises de parole d'Emmanuel Macron mettant en question l’engagement écologique de Jair Bolsonaro. Face à la polémique, Brigitte Macron reçoit le soutien d’artistes brésiliens comme Paulo Coelho, ainsi que du quotidien brésilien Extra, qui publie la photo de Brigitte Macron avec le titre écrit en français : « Pardon Brigitte ». Sa fille Tiphaine Auzière se déclare « très en colère » et affirme que défendre sa mère, « c'était défendre toutes les femmes victimes de violences ». Brigitte Macron déclare avoir été « très touchée » par les messages de soutiens venus du Brésil. Lors d'un déplacement à Azincourt dans le Pas-de-Calais, elle lance « Muito obrigada ! » (« Merci beaucoup » en portugais) et déclare : « Les choses changent, il faut que tout le monde en prenne conscience. Il y a des choses qu'on ne peut plus dire et des choses qu'on ne peut plus faire ». Afin de calmer les tensions diplomatiques, lors d’une interview, l'ambassadeur du Brésil en France, Luis Fernando Serra, déclare qu'elle est « belle, élégante et charmante ». Par la suite, le porte-parole de la présidence brésilienne déclare : « Afin d'éviter une mauvaise interprétation, le commentaire a été retiré du réseau social ».

#### Style vestimentaire

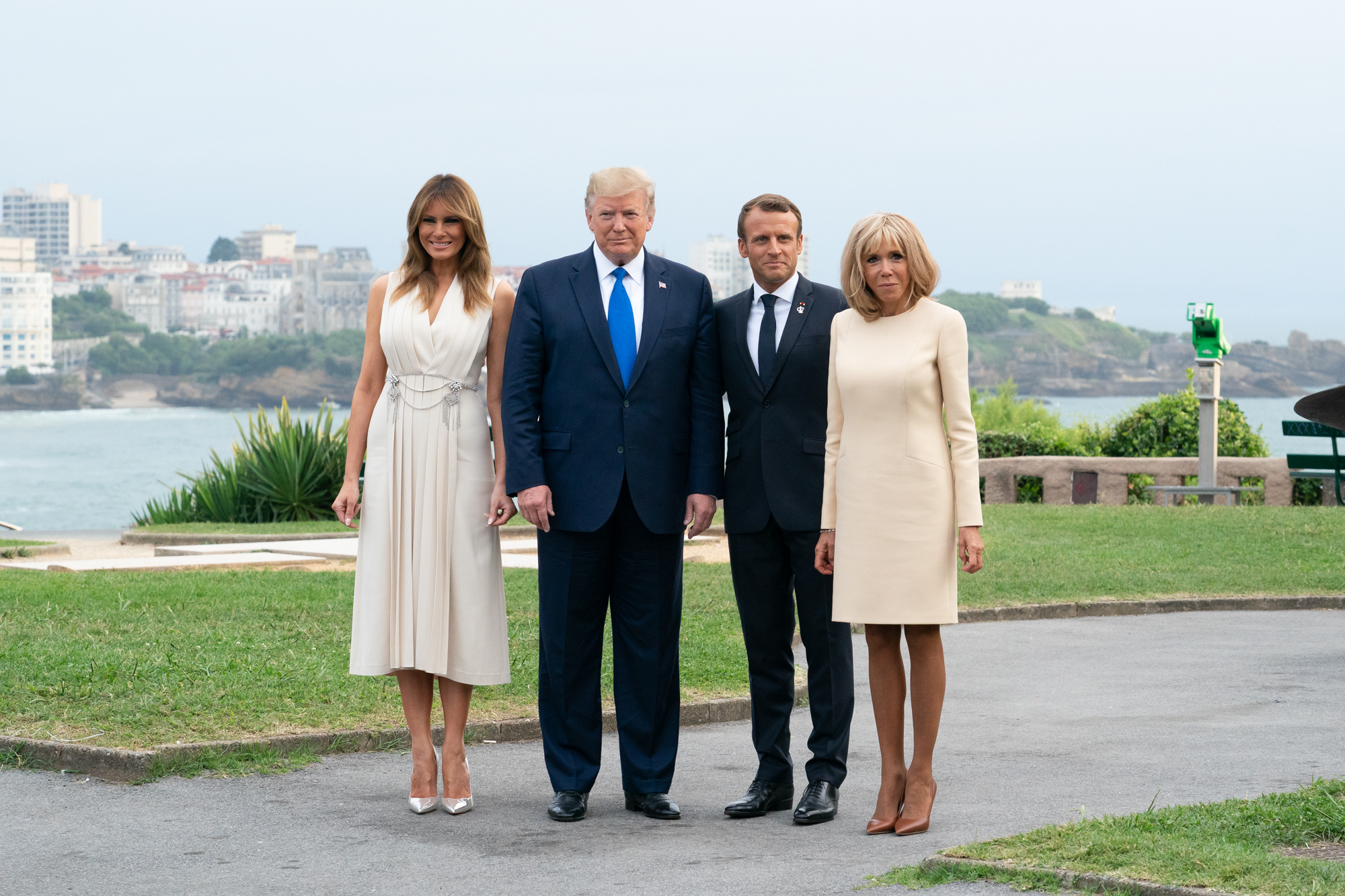
Le couple Macron et le couple Trump au G7 de 2019.

Brigitte Macron fait l'objet d'articles élogieux dans le Daily Mail, le Frankfurter Allgemeine Zeitung et The Observer. Son style vestimentaire dans les réunions internationales fait l'objet de commentaires. De son côté, le Financial Times évoque un style proche de celui d'« Essex girl (en) » pour en faire le portrait.
Proche de la famille du milliardaire Bernard Arnault, elle se fait habiller gratuitement par Louis Vuitton lors de ses sorties officielles, ce qui crée la polémique,.

#### Décoration à l'Élysée
Par ailleurs, elle participe à la décoration du palais de l'Élysée, en y introduisant des artistes contemporains, dont un tapis réalisé par Christian Jaccard et des fauteuils signés Éric Jourdan dans le salon Murat. Après la salle des fêtes du palais, elle lance la rénovation d'un salon par an, travaux que la Cour des comptes juge indispensables.

#### Plaintes
En mars 2018, le cabinet du palais de l'Élysée porte plainte pour usurpation d'identité après avoir découvert que le nom de Brigitte Macron était utilisé pour obtenir des traitements de faveur dans des établissements de luxe à travers une fausse adresse mail. L'objet de la plainte est, selon le cabinet, « une tentative très claire de nuire à [la] réputation [de Brigitte Macron] ». En octobre 2021, l'homme de 35 ans qui se prétendait être le neveu de Brigitte Macron est condamné à 30 mois d'emprisonnement, dont 18 assortis de sursis, renforcé pour usurpation d'identité, tentatives d'escroquerie, escroquerie, en récidive légale.
Début août 2020, lors des vacances du couple présidentiel au fort de Brégançon dans le Var, des manifestants « Gilets jaunes » se réunissent sur la plage à proximité et mettent à l'eau plusieurs homards gonflables sur lequel l'un d’entre eux écrit des insultes à l'encontre de la « Première dame ». Le 30 septembre, devant le tribunal correctionnel de Toulon, la personne est jugée pour « injure publique envers le président de la République » et « injure publique et diffamation envers particulier(s) ». Selon Var-Matin, la procédure est annulée pour un vice de forme. Selon Me Juan Branco, c’est un salarié de l'Élysée qui a déposé plainte sans mandat de représentation et en l’absence de signature de Brigitte Macron. Par conséquent, le tribunal donne une suite favorable aux conclusions de nullité soulevées par Me Juan Branco selon les dispositions de la loi du 29 juillet 1881 sur la liberté de la presse,.
Le 22 août 2018, le Gilet jaune Thierry-Paul Valette dépose une plainte contre Brigitte Macron au commissariat de Lisieux dans le Calvados dans le cadre de la charte de transparence. Les motifs de la plainte sont : délit de trafic d’influence passif, délit de corruption passive et complicité de conflit d’intérêt passif par personne chargée d’une mission de service public. La plainte sera classée sans suite en août 2019.
L'image de Brigitte Macron est également exploitée illégalement par plusieurs escrocs sur internet, afin de vendre et de promouvoir des marques de crème antirides dont elle serait l'égérie ou la créatrice.

#### Infox de transidentité
En mars 2021, Natacha Rey, une internaute proche des milieux d’extrême droite et des sphères complotistes, et qui se présente comme une journaliste indépendante, publie plusieurs messages sur Facebook insinuant que Brigitte Macron serait une femme transgenre née de sexe masculin sous le prénom de son frère, Jean-Michel Trogneux. La rumeur, relayée par une youtubeuse et six numéros de Faits et Documents, enfle et se retrouve propagée sur des sites conspirationnistes et d'extrême droite principalement américains ainsi que sur X. Natacha Rey appelle à une campagne de harcèlement par envoi de messages sur le site de l'Élysée. Malgré un premier procès en diffamation condamnant en février 2023 les deux femmes à l'origine de cette rumeur (condamnation devenue définitive après le rejet de leur pourvoi en cassation) et un second dont le jugement a été rendu en septembre 2024, la rumeur continue de refaire surface dans les milieux complotistes et d'extrême droite américains,,,,,,. Le 10 juillet 2025, au tribunal de Paris, Amandine Roy et Natacha Rey sont relaxées par la cour d’appel dans la procédure de diffamation lancée contre elles par Brigitte Macron, la cour ayant estimé que les 18 passages de la vidéo retenus par les avocats de Brigitte Macron ne constituaient pas une diffamation, ou relevaient de la bonne foi. Jean Ennochi, l’avocat de la plaignante, indique que Brigitte Macron et Jean-Michel Trogneux souhaitent contester cette décision et demandent un pourvoi en cassation.
Pour des observateurs, cette diffusion à large échelle résulterait d'une défiance vis-à-vis du pouvoir et des médias et d'un rejet des élites, pouvant utiliser la figure d'Emmanuel Macron comme défouloir, et fait craindre une « trumpisation » des débats,,.
Le 8 mars 2024, après la cérémonie d'inscription de l’IVG dans la Constitution, le président Emmanuel Macron dénonce « les fausses informations et scénarios montés » à propos de son épouse avec « des gens qui finissent par y croire », appelant à un renforcement de « l'ordre public numérique » sur les réseaux sociaux,. Emmanuelle Anizon, journaliste au Nouvel Obs, publie le livre L'Affaire Madame, qui dévoile la chronologie et la viralité de cette rumeur,. La rumeur est également amplifiée par des médias russes proches du président Vladimir Poutine,.

### Prises de position
En août 2017, lors de son premier entretien à la presse, paru dans le magazine Elle, Brigitte Macron déclare souhaiter « lutter contre les exclusions, notamment ce qui touche au handicap, à l’éducation et à la maladie ».
En octobre 2017, alors que, dans la foulée de l'affaire Harvey Weinstein, des milliers de femmes harcelées commencent à publier sur Twitter, avec le hashtag #balancetonporc, le récit d'agressions sexuelles dont elles déclarent avoir été victimes, Brigitte Macron apporte son soutien à ces victimes présumées. Elle encourage les personnes n'ayant pas encore dénoncé les abus qu'elles auraient subis à « briser le silence »,,,.
Elle soutient en 2018 l'action de Stéphane Bern, proche du couple présidentiel chargé d'une mission sur le patrimoine.
En avril 2019, elle lance et prend la présidence de l’Institut des vocations pour l’emploi (Live) : financé par LVMH, celui-ci vise à créer des centres de formation pour jeunes adultes sans emploi. Elle compte intervenir comme enseignante au sein de la première école de l'Institut, inaugurée en septembre 2019,.
En novembre 2019, à l'occasion des accusations d'agressions sexuelles d'Adèle Haenel, elle exprime sa solidarité à l'actrice et salue le « courage » de « ceux qui parlent ». En janvier 2021, à l'occasion de l'affaire Olivier Duhamel, accusé d'inceste, elle s'exprime en faveur d'une réforme judiciaire lors d'un entretien accordé à TF1,.
En août 2021, elle participe à un débat sur l’enfance en danger animé dans le cadre de la projection du film de Jacques Doillon CE2, qui traite du harcèlement scolaire dans une école primaire. À plusieurs reprises durant le mandat présidentiel, elle accompagne le ministre de l'Éducation nationale, Jean-Michel Blanquer, pour sensibiliser au problème du harcèlement scolaire et engager des actions contre ce phénomène,,.
Elle est favorable à la procréation médicalement assistée (PMA) mais opposée à la gestation pour autrui (GPA).
Elle se déclare en faveur du port de l'uniforme à l’école.

## Décorations
- Grand-croix de l’ordre national du Mérite (Tunisie, 2018)[réf. nécessaire].
- Grand-croix de l'ordre de Dannebrog (Danemark, 2018)[154].
- Grand-croix de l'ordre de la Rose blanche (Finlande, 2018)[réf. nécessaire].
- Commandeur de l'ordre national de Côte d'Ivoire (2019)[155].
- Chevalier grand-croix de l'ordre du Mérite de la République italienne‎ (2021)[156].
- Commandeur grand-croix de l'ordre royal de l'Étoile polaire (Suède, 2024)[157].
- Grand-croix de l'ordre de l'Infant Dom Henri (Portugal, 2025)[158].
- Grand-croix de l'ordre de Grimaldi (Monaco, 2025)[159].
- Grand-croix de l'ordre royal norvégien du Mérite (Norvège, 2025)[160].

## Dans la culture
En 2018, Le Parisien annonce que l'auteure Gaël Tchakaloff prépare une bande dessinée illustrant une journée de la vie de Brigitte Macron.
Dans le troisième épisode de la première saison de la série télévisée américaine Emily in Paris, Carla Bruni envoie à Brigitte Macron une photo postée sur les réseaux sociaux par Emily Cooper, que la « Première dame » partage ensuite, ce qui permet à Emily de se démarquer au sein de sa société de marketing. Durant cet épisode, une scène montre Brigitte Macron au palais de l'Élysée, de dos et interprétée par une doublure, au moment où elle reçoit la photo. Elle fait une courte apparition dans le septième épisode de la quatrième saison : Emily, déjeunant dans un restaurant, aperçoit Brigitte Macron. Après une interaction entre les deux personnages et une courte réplique de la Première dame, la scène se conclut par un selfie.

### Filmographie
- 2018 : Brigitte Macron, un roman français de Virginie Linhart.
- 2018 : Vestiaires d'Adda Abdelli et Fabrice Chanut : Brigitte Macron apparaît dans son propre rôle, dans un épisode de la saison 8 ; elle termine ce caméo par la phrase « Merci pour ce moment », empruntée au livre de Valérie Trierweiler[164].